# Кеннеди, Тим (боец)
Тимоти Фред «Тим» Кеннеди (родился 1 сентября 1979) — отставной американский боец смешанных единоборств, выступавший в среднем весе под эгидой UFC, где входил в топ-5 средневесов мира. Кроме того он выступал в Strikeforce, WEC, ShoMMA, HDNet Fights. Экс-претендент на пояс чемпиона Strikeforce в среднем весе, победитель турнира Extreme Challenge в средней весовой категории. Кеннеди является одним из немногих бойцов, который одновременно служил в армии США, в национальной гвардии и одновременно выступал в смешанных единоборствах.
За свою карьеру побеждал таких бойцов как Робби Лоулер, Мелвин Манхуф и бывшего чемпиона UFC в среднем весе Майкла Биспинга.

## Титулы и достижения
- Extreme Challenge
  - Победитель турнира Extreme Challenge в среднем весе.
- Ultimate Fighting Championship
  - Лучший бой вечера (Один раз)
  - Нокаут вечера (Один раз)

## Статистика в смешанных единоборствах
| Боёв 24  | Побед 18 | Поражений 6 |
| -------- | -------- | ----------- |
| Нокаутом | 6        | 3           |
| Сдачей   | 8        | 0           |
| Решением | 4        | 3           |

| Результат | Рекорд | Соперник        | Способ                            | Турнир                                                   | Дата             | Раунд | Время | Место                         | Примечание                                                  |
| --------- | ------ | --------------- | --------------------------------- | -------------------------------------------------------- | ---------------- | ----- | ----- | ----------------------------- | ----------------------------------------------------------- |
| Поражение | 18-6   | Келвин Гастелум | Техническим нокаутом (удары)      | UFC 206                                                  | 10 декабря 2016  | 3     | 2:45  | Торонто, Онтарио, Канада      |                                                             |
| Поражение | 18-5   | Йоэль Ромеро    | Техническим нокаутом (удары)      | UFC 178                                                  | 27 сентября 2014 | 3     | 0:58  | Лас-Вегас, Невада, США        | Лучший бой вечера.                                          |
| Победа    | 18-4   | Майкл Биспинг   | Решением (единогласным)           | The Ultimate Fighter Nations Finale: Bisping vs. Kennedy | 16 апреля 2014   | 5     | 5:00  | Квебек, Канада                |                                                             |
| Победа    | 17-4   | Рафаэль Натал   | Нокаутом (удары)                  | UFC: Fight for the Troops 3                              | 6 ноября 2013    | 1     | 4:40  | Форт-Кэмпбелл, Кентукки, США  | Лучший нокаут вечера.                                       |
| Победа    | 16-4   | Роджер Грейси   | Решением (единогласным)           | UFC 162                                                  | 6 июля 2013      | 3     | 5:00  | Лас-Вегас, Невада, США        |                                                             |
| Победа    | 15-4   | Тревор Смит     | Сабмишном (удушение гильотиной)   | Strikeforce: Marquardt vs. Saffiedine                    | 12 января 2013   | 3     | 1:36  | Оклахома-Сити, Оклахома, США  |                                                             |
| Поражение | 14-4   | Люк Рокхолд     | Решением (единогласным)           | Strikeforce: Rockhold vs. Kennedy                        | 14 июля 2012     | 5     | 5:00  | Портленд, Орегон, США         | Бой за титул чемпиона Strikeforce в среднем весе.           |
| Победа    | 14-3   | Робби Лоулер    | Решением (единогласным)           | Strikeforce: Fedor vs. Henderson                         | 30 июля 2011     | 3     | 5:00  | Хоффман, Иллинойс, США        |                                                             |
| Победа    | 13-3   | Мелвин Манхуф   | Сабмишном (удушение сзади)        | Strikeforce: Feijao vs. Henderson                        | 5 марта 2011     | 1     | 3:41  | Колумбус, Огайо, США          |                                                             |
| Поражение | 12-3   | Роналду Соуза   | Решением (единогласным)           | Strikeforce: Houston                                     | 21 августа 2010  | 5     | 5:00  | Хьюстон, Техас, США           | Бой за вакантный титул чемпиона Strikeforce в среднем весе. |
| Победа    | 12-2   | Тревор Прэнгли  | Сабмишном (удушение сзади)        | Strikeforce: Los Angeles                                 | 16 июня 2010     | 1     | 3:35  | Лос-Анджелес, Калифорния, США |                                                             |
| Победа    | 11-2   | Зак Каммингс    | Сабмишном (удушение север-юг)     | Strikeforce Challengers: Kennedy vs. Cummings            | 25 сентября 2009 | 2     | 2:43  | Биксби, Оклахома, США         |                                                             |
| Победа    | 10-2   | Ник Томпсон     | Сабмишном (удары)                 | Strikeforce Challengers: Villasenor vs. Cyborg           | 19 июня 2009     | 2     | 2:37  | Кент, Вашингтон, США          |                                                             |
| Победа    | 9-2    | Элиас Ривера    | Нокаутом (удары)                  | IFL: World Grand Prix Finals                             | 29 декабря 2007  | 1     | 2:00  | Анкасвилл, Коннектикут, США   |                                                             |
| Поражение | 8-2    | Джейсон Миллер  | Решением (единогласным)           | HDNetFIGHTS: Reckless Abandon                            | 15 декабря 2007  | 3     | 5:00  | Даллас, Техас, США            |                                                             |
| Победа    | 8-1    | Райан МакГиверн | Сабмишном (удушение гильотиной)   | IFL: Chicago                                             | 19 июня 2007     | 2     | 1:25  | Чикаго, Иллинойс, США         |                                                             |
| Победа    | 7-1    | Данте Ривера    | Сабмишном (удары)                 | IFL: Atlanta                                             | 23 февраля 2007  | 2     | 2:29  | Атланта, Джорджия, США        | Бой в полутяжелом весе.                                     |
| Победа    | 6-1    | Гектор Урбина   | Нокаутом (удары)                  | Fight Fest 7                                             | 23 сентября 2006 | 1     | 1:28  | Кливленд, Огайо, США          |                                                             |
| Победа    | 5-1    | Круз Чакон      | Техническим нокаутом (удары)      | Extreme Challenge 50                                     | 23 февраля 2003  | 2     | 1:21  | Солт-Лейк-Сити, Юта, США      |                                                             |
| Победа    | 4-1    | Джейсон Миллер  | Решением (единогласным)           | Extreme Challenge 50                                     | 23 февраля 2003  | 3     | 5:00  | Солт-Лейк-Сити, Юта, США      |                                                             |
| Победа    | 3-1    | Райан Нарт      | Техническим нокаутом (удары)      | Extreme Challenge 50                                     | 23 февраля 2003  | 1     | 1:22  | Солт-Лейк-Сити, Юта, США      |                                                             |
| Победа    | 2-1    | Мэк Брюер       | Техническим нокаутом (удары)      | WEC 5: Halloween Havoc                                   | 18 октября 2002  | 1     | 1:03  | Лемур, Калифорния, США        | Бой в полутяжелом весе.                                     |
| Победа    | 1-1    | Джоди Берк      | Сабмишном (удушение предплечьем)  | IFC: Warriors Challenge 16                               | 9 ноября 2001    | 1     | 0:44  | Оровилл, Калифорния, США      |                                                             |
| Поражение | 0-1    | Скотт Смит      | Техническим нокаутом (рассечение) | IFC: Warriors Challenge 15                               | 31 августа 2001  | 1     | 2:53  | Оровилл, Калифорния, США      |                                                             |